# فيتامين سي
فيتامين ج أو فيتامين سي أو حامض الأسكوربيك (بالإنجليزية: Vitamin C)‏، هو فيتامين يوجد في عدد من الأطعمة المتنوعة ويُباع مكملًا غدائيًا. يسمى فيتامين ج أيضًا بحمض الاسكوربيك ويستخدم لمنع وعلاج مرض الأسقربوط. يعتبر أيضًا أحد أنواع الفيتامينات الهامة لصحة الإنسان وبعض أنواع الحيوانات لأنه يساعد على إعادة نمو أنسجة وإنتاج إنزيمات النواقل العصبية. فيتامين ج أيضًا مطلوب في أداء العديد من الإنزيمات اللازمة لوظائف الجهاز المناعي. يعمل أيضًا مضاد تأكسد. لا يوجد أي دليل حاليًا على أن فيتامين ج يمنع من الزكام. بالمقابل فإنه يوجد بعض الدراسات التي تثبت أن الجرعات المنتظمة من فيتامين ج ممكن أن يقلل فترة الزكام. ليس واضح ما إذا كانت المكملات الغذائية لهذا الفيتامين مؤثرة على أضرار السرطان أو الخرف أو أمراض القلب والأوعية الدموية. من الممكن أخذ جرعات فيتامين ج عن طريق الفم أو عن طريق الحقن. يؤخذ فيتامين ج بجرعات معتدلة. من المحتمل أن تسبب الجرعات الزائدة منه مشاكل بالجهاز الهضمي وصداع واضطراب بالنوم أو إحمرار الجلد. يعتبر أخذ الجرعات الموصى بها أيضًا آمن للمرأة الحامل. أوصت الأكاديمية الوطنية الأمريكية للطب بعدم أخذ جرعات كبيرة من فيتامين ج. اكتُشتف فيتامين ج في عام 1912 وعُزل عام 1928. كان أول فيتامين يتم إنتاجه كيميائيًا في عام 1933.
يوجد هذا العنصر ضمن قائمة الأدوية الأساسية النموذجية لمنظمة الصحة العالمية ويعتبر أكثر الأدوية تأثيرًا الذي يحتاجه النظام الصحي.

## الطبيعة الحيوية لفيتامين ج
فيتامين ج هو مسحوق أو بلورات بيضاء أو صفراء قليلاً، تميل للاسوداد تدريجياً بالضوء، إلا أنها تكون ثابتة نوعاً ما في الأوساط الجافة، بينما تتأكسد بسرعة في المحاليل، حيث تنحل بسهولة في الماء، كما أنها قابلة للانحلال في الكحول، لكنها تأبى الانحلال في الكلوروفورم والأيتر والبنزين.

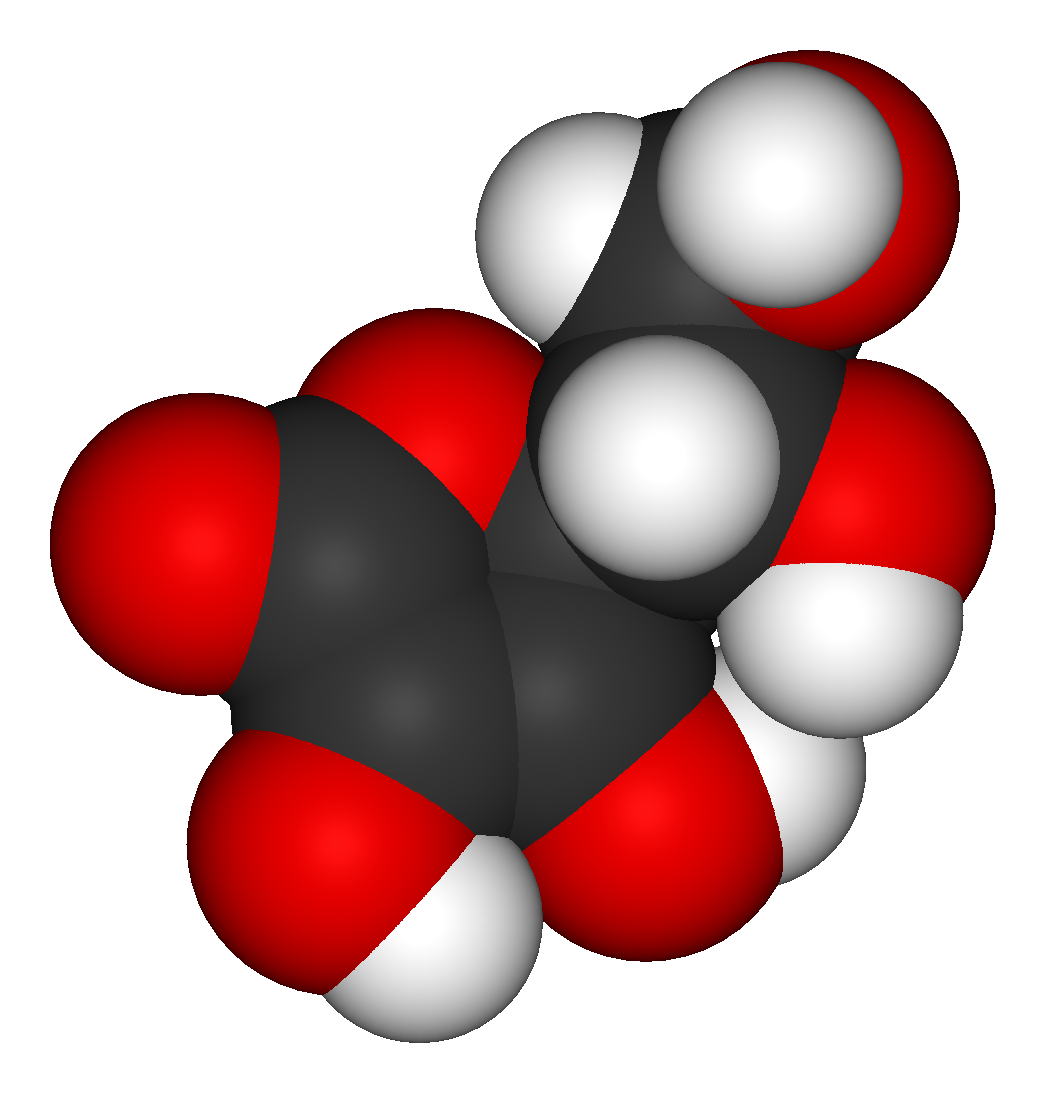
البنية ثلاثية الأبعاد للفيتامين C

### أهميته الحيوية
فيتامين (س) هو عامل مختزل ولهذا فهو مطلوب لحفظ المعادن في الحالة المختزلة مثل الحديد الثنائي والنحاس الثنائي وبذلك فهو يعزز امتصاص الحديد عن طريق إبقائه في الحالة المختزلة اللازمة لامتصاص الحديد. الحمض مطلوب أيضاً لإضافة مجموعة الهيدروكسيل إلى البروليل والليسيل (البرولين والليسين) بإنزيمي بروليل وليسيل هيدروكسيليز على الترتيب prolyl and lysyl hydroxylase أثناء عملية تصنيع الكولاجين.
مطلوب أيضا ً لهدم الحمض الأميني تيروزين أثناء تصنيع هرمون الأدرينالين. الحمض مهم في تصنيع أحماض المرارة لأنه مطلوب في إضافة الهيدروكسيل إلى ذرة الكربون 7-ألفا. تحتوي قشرة الغدة فوق الكلوية على كميات كبيرة من الحمض لاستخدامه في تصنيع الهرمونات الاستيرويدية مثل الكورتيزون والألدوستيرون. ويمكن أن يعمل حمض الأسكوربيك كمضاد للأكسدة عن طريق اختزال التوكوفيرول المتأكسد في الأغشية ومنع تكون النيتروزأمينات أثناء الهضم.

### نقص فيتامن سي
يؤدي نقص فيتامين ج يؤدي إلى مرض الاسقربوط وهو مرتبط بالتكوين الناقص للكولاجين. من أعراض مرض الاسقربوط :
- انتفاخ اللثة وتخلخل الأسنان وربما سقوطها والنزيف تحت الجلد وتأخر التئام الجروح وأنيميا بسيطة وضعف المناعة وقصر التنفس وآلام العظام وفي المراحل المتأخرة الصفراء وتورم عام وقلة التبول ويمكن أن توجد أمراض عصبية وحمّى وتشنجات وفي النهاية يمكن أن يؤدي إلى الموت. كان البثع حالة شائعة بين البحارة وفي الشتاء وهو يُعالج بتناول الخضراوات والفاكهة أو العلاج بفيتامين ج سواء في صورة أقراص أو حقن. هذا ويمكن أن تستمر الكمية المخزنة من فيتامين ج في الجسم لمدة 3-4 شهور قبل أن تظهر أعراض الإسقربوط.

لقد تبيّن أن المدخنين الذين يتّبعون نظام غذائي قليل الفيتامين ج هم تحت خطر أكبر للإصابة بأمراض الرئة من المدخنين الذين لديهم كمية أعلى من الفيتامين ج في الدم.

## التغذية

### الكمية الموصى بها
| الكمية الموصى بها في الولايات المتحدة (mg في اليوم) | الكمية الموصى بها في الولايات المتحدة (mg في اليوم) |
| --------------------------------------------------- | --------------------------------------------------- |
| لليوم الواحد (الاطفال من 1–3 سنة)                   | 15                                                  |
| لليوم الواحد (الاطفال من 4–8 سنة)                   | 25                                                  |
| لليوم الواحد (الاطفال من 9–13 سنة)                  | 45                                                  |
| لليوم الواحد (البنات من 14–18 سنة)                  | 65                                                  |
| لليوم الواحد (الاولاد من 14–18 سنة)                 | 75                                                  |
| لليوم الواحد (النساء البالغات)                      | 75                                                  |
| لليوم الواحد (الرجال البالغين)                      | 90                                                  |
| لليوم الواحد (الحوامل)                              | 85                                                  |
| لليوم الواحد (المرضعات)                             | 120                                                 |
| اعلى جرعة مسموحة باليوم (النساء البالغات)           | 2,000                                               |
| اعلى جرعة مسموحة باليوم (الرجال البالغين)           | 2,000                                               |

الكميات الموصاة للاستخدام اليومي من فيتامين ج تختلف حسب الدولة:
- 40 ملليغرام في اليوم: الهند المعهد الوطني للتغذية , حيدراباد[14]
- 45 ملليغرام في اليوم أو 300 ملليغرام في الاسبوع: ال منظمة الصحة العالمية[15]
- 80 ملليغرام في اليوم: المفوضية الأوروبية مجلس وضع الكميات الغذائية [16]
- 90 mg/day (ذكور) و 75 mg/day (إناث): الصحة الكندية 2007[17]
- 90 mg/day (ذكور) و 75 mg/day (إناث): أكاديمية الولايات المتحدة الوطنية للعلوم.[4]
- 100 ملليغرام لليوم: المعهد الوطني الياباني للصحة والتغذية.[18]
- 110 mg/day (ذكور) و 95 mg/day (إناث): هيئة سلامة الأغذية الأوروبية[19]

عام 2000 مرجع الكميات الغذائية في أمريكا الشمالية قام بحديث الكمية المسموحة اليومية (RDA) من فيتامين ج إلى 90 ملليغرام باليوم للرجال البالغين و 75 mg/day للنساء البالغات، وتحديث اعلى كمية مسموحة باليوم (UL) للبالغين إلى 2,000 mg/day. الجدول يعرض الكميات الموصى بها اليومية في أمريكا وكندا للأطفال والحوامل والمرضعات اما في الاتحاد الأوروبي، فقد وضع ال EFSA الكميات اليومية الموصى بها للأطفال والبالغين: 20 mg/day للاعمار من 1–3, 30 mg/day للاعمار من 4–6, 45 mg/day للاعمار من 7–10, 70 mg/day للاعمار من 11–14, 100 mg/day للذكور من عمر 15–17, 90 mg/day for للإناث من عمر 15–17. للحوامل 100 mg/day; for للمرضعات 155 mg/day. الهند، ايضاً, وضعت الكمية الموصى بها اقل بكثير: 40 mg/day من عمر سنة إلى البلوغ , 60 mg/day للحوامل، و 80 mg/day for للمرضعات. من الواضح أنه ليس هناك إجماع بين البلدان.[بحاجة لمصدر]
المدخنين والأشخاص الذين يتعرضون للتدخين السلبي لديهم مستويات فيتامين ج أقل من غير المدخنين. الفكرة هي ان التدخين له تاثير مؤكسد داخل الجسم بالتالي يستنزف فيتامين ج كونه مضاد اكسدة يقدر المعهد الأمريكي للأدوية أن المدخنين بحاجة إلى 35 mg فيتامين ج أكثر في اليوم من غير المدخنين، لكن لم يتم وضع كمية يومية موصى بها للمدخنين. أظهر أحد البحوث علاقة عكسية بين تناول فيتامين ج وسرطان الرئة، على الرغم من أنه خلص إلى أن هناك حاجة إلى مزيد من البحث لتأكيد هذه الملاحظة.
يقوم المركز الوطني الأمريكي للإحصاءات الصحية بإجراء استطلاع فحص الصحة والتغذوي القوي (NHANES) لتقييم الحالة الصحية للبالغين والأطفال في الولايات المتحدة. يتم الإبلاغ عن بعض النتائج على أنها ما نأكله في أمريكا. ذكرت الدراسة الاستقصائية 2013-2014 أنه بالنسبة للبالغين الذين تتراوح أعمارهم بين 20 عاما وأكبر، يستهلك الرجال في المتوسط 83.3 mg/d والنساء 75.1 mg/d. وهذا يعني أن نصف النساء وأكثر من نصف الرجال لا يستهلكون الكمية اليومية الموصى بها من فيتامين ج The ذكر نفس الاستطلاع أن حوالي 30٪ من البالغين ذكروا أنهم استهلكوا مكملات غذائية فيتامين (سي) أو مكمل متعدد الفيتامينات / المعادن شمل فيتامين ج، وأنه بالنسبة لهؤلاء الناس إجمالي الاستهلاك كان بين 300 و 400 mg/d.

#### مصادر نباتية

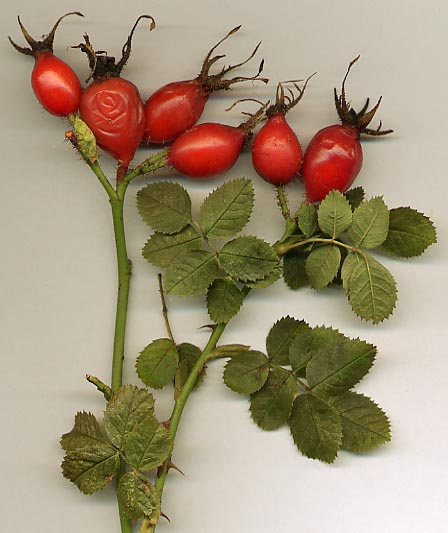
Rose hips من أغنى النباتات محتوى بالفيتامين C

#### المصادر الحيوانية

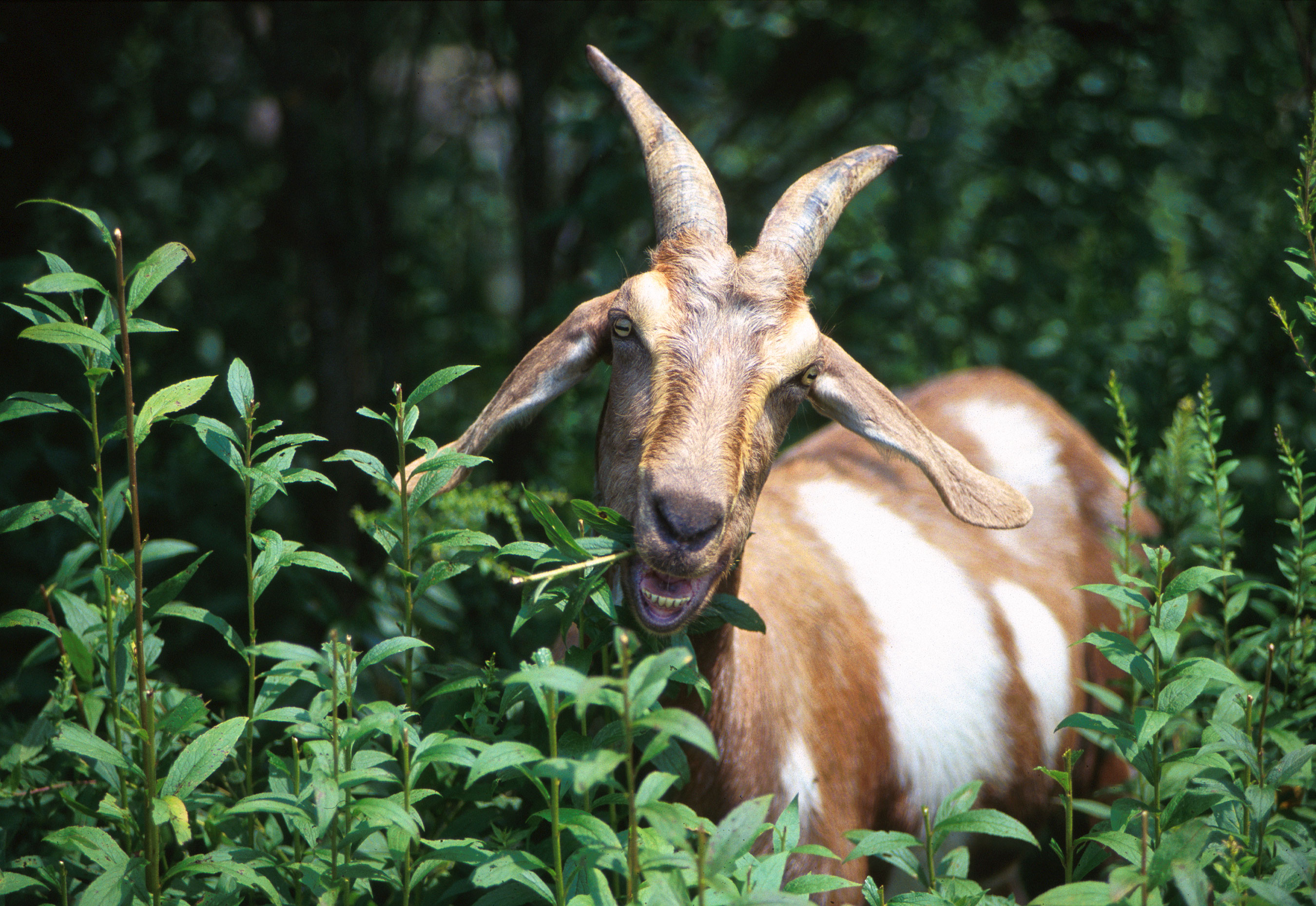
يصنع جسد المعزة البالغة ذات الوزن 70كغ حوالي 13,000مغ من الفيتامين C